# Langenstein (Waldshut-Tiengen)

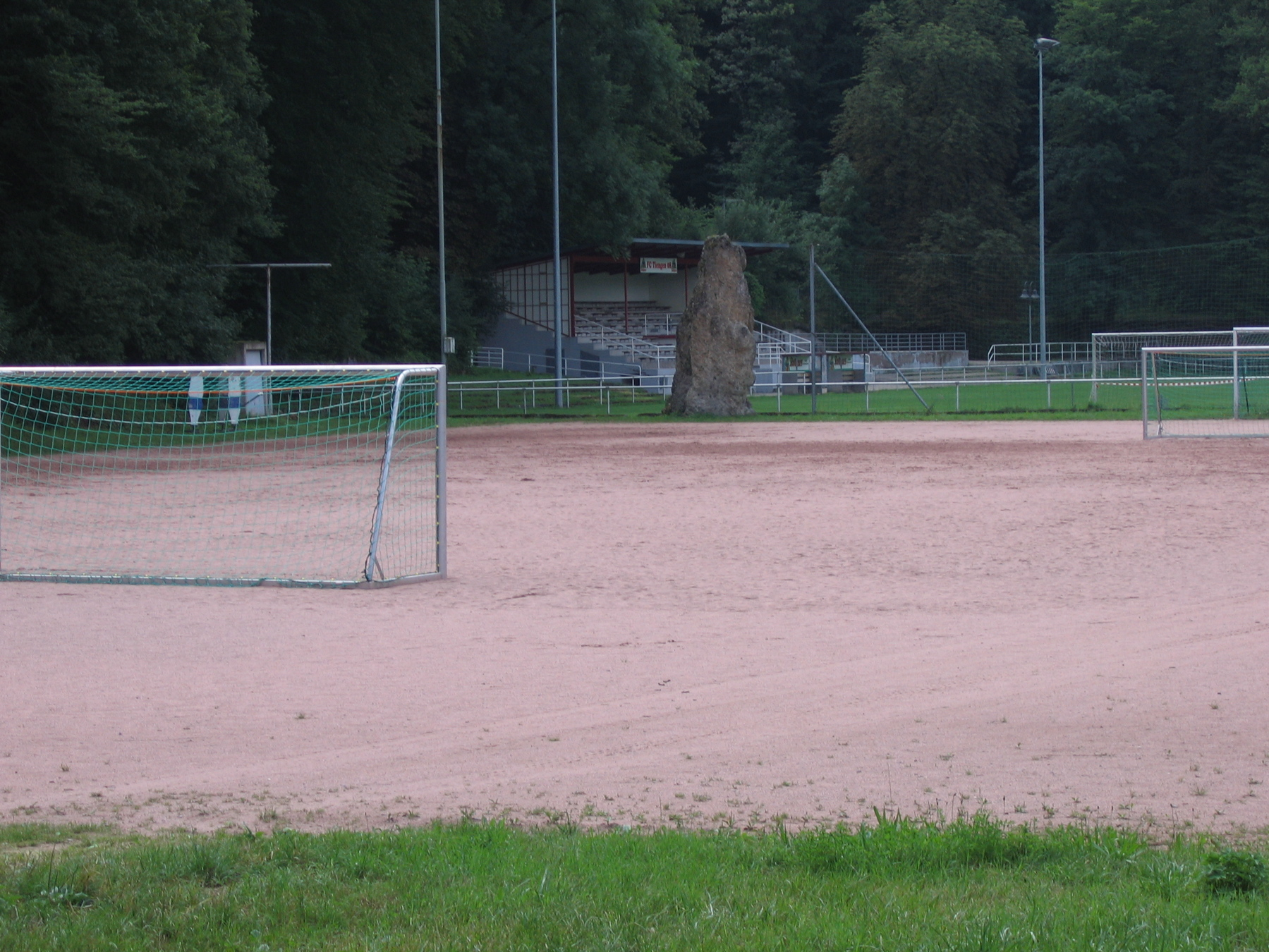
Der Stein, über 100 Jahre eingebettet im Fußballstadion

Der Langenstein oder Lange Stein, früher im Dialekt auch Chindlistai genannt, ist der südlichste Menhir Deutschlands und steht in Tiengen im Landkreis Waldshut im Südwesten von Baden-Württemberg. Bekannt ist er der Bevölkerung seit jeher als Langenstein und daher stammt auch der Name des Langensteinstadions. Auf der Langensteinwiese an der Wutach hatte im Jahr 1908 der FC Tiengen 08 e. V. seinen ersten Fußballplatz angelegt.

## Standort und Merkmale

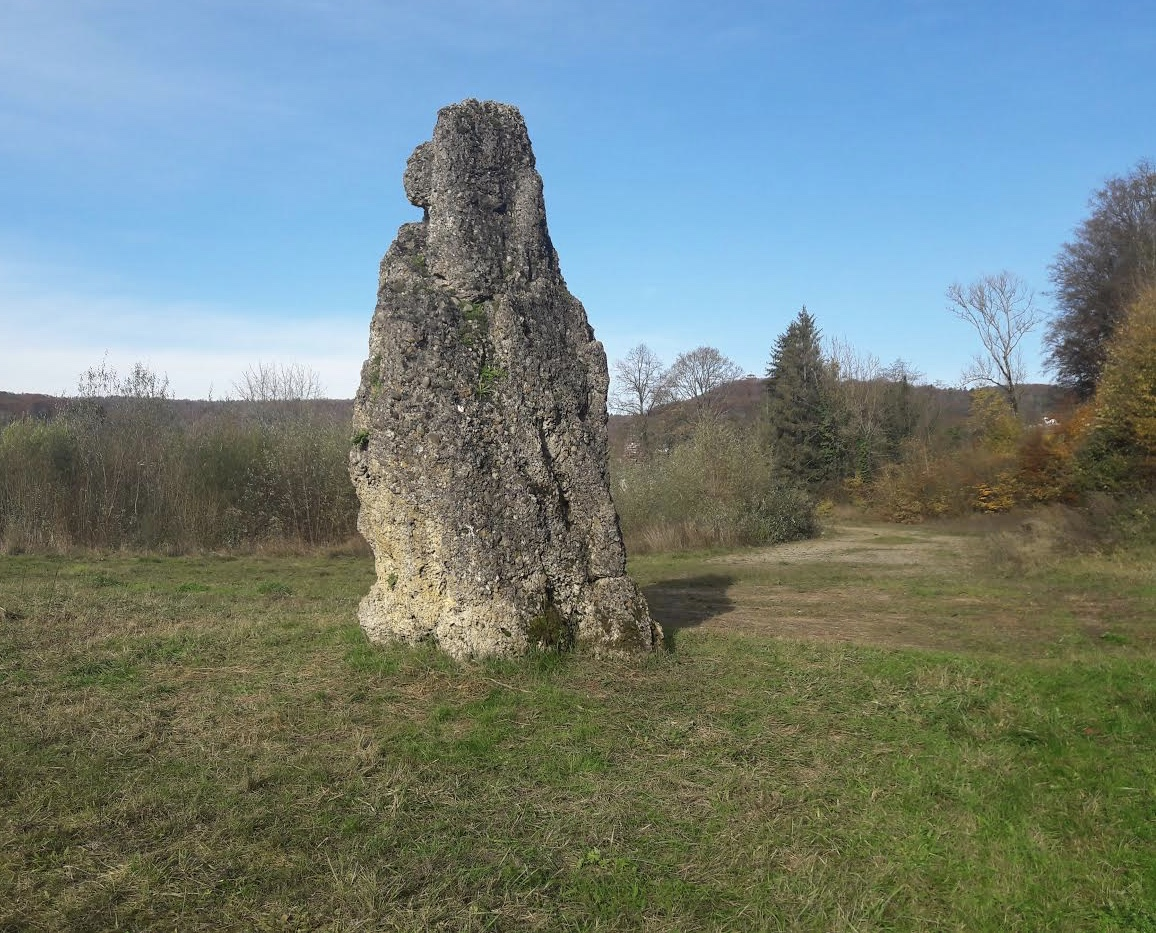
Langenstein 2019, nach der Renaturierung

„Der ‚Lange Stein‘ (wurde) in der Wutachniederung am Fuße einer diluvialen Schotterterrasse aufgestellt.“ Oberhalb liegt die Ein- bzw. Ausfahrt Tiengen West des Bürgerwaldtunnels. „Der stark zerklüftete Nagelfluhpfeiler erreicht eine Höhe von 5,92 m über dem Boden. Er ist an seiner Basis nahezu rechteckig und besitzt einen Umfang von 7,50 m bei einem größten Dm. von 1,70 m.“ Seine Herkunft lässt sich „ausnahmsweise genau lokalisieren […], die mächtige Steinsäule besteht aus diluvialer Nagelfluh, die hart südlich derselben in allernächster Umgebung ansteht.“ Die zurückgelegte Transportstrecke „kann beim ‚Langen Stein‘ von Tiengen eher weniger als 50 m betragen haben.“ Die vertikale Ausrichtung der Kieselsteine beweisen, dass er aufgerichtet wurde.
„An seinem Fuße führt eine alte Straßenverbindung zwischen dem Hochrheintal und der Klettgaumetropole Tiengen vorüber, an der im Schatten des hoch aufgerichteten Steines einst das Landgericht im Klettgau tagte.“
Es „ist bekannt, daß er im Volksmund auch ‚Chindlistai‘ genannt worden ist. Wann diese Bezeichnung aufgekommen ist, entzieht sich leider unserer Kenntnis.“ Egon Gersbach meint, erst nachdem im Volk die ursprüngliche Funktion als Gerichtsstätte nicht mehr bekannt war.
Anfang Mai 2021 wurde bekannt, dass durch eine Gruppe Aktivisten der „Stein die ihm zustehende Pflege und Aufmerksamkeit“ erhielt: Er wurde „von Pflanzen und Sträuchern befreit […], die aus seinen Ritzen und Mulden wuchsen. Sogar ein kleiner Baum musste abgesägt werden.“ Es wurden Sicht-Schneisen von einem Wanderweg aus geschlagen und eine Infotafel angebracht.

## Geschichte

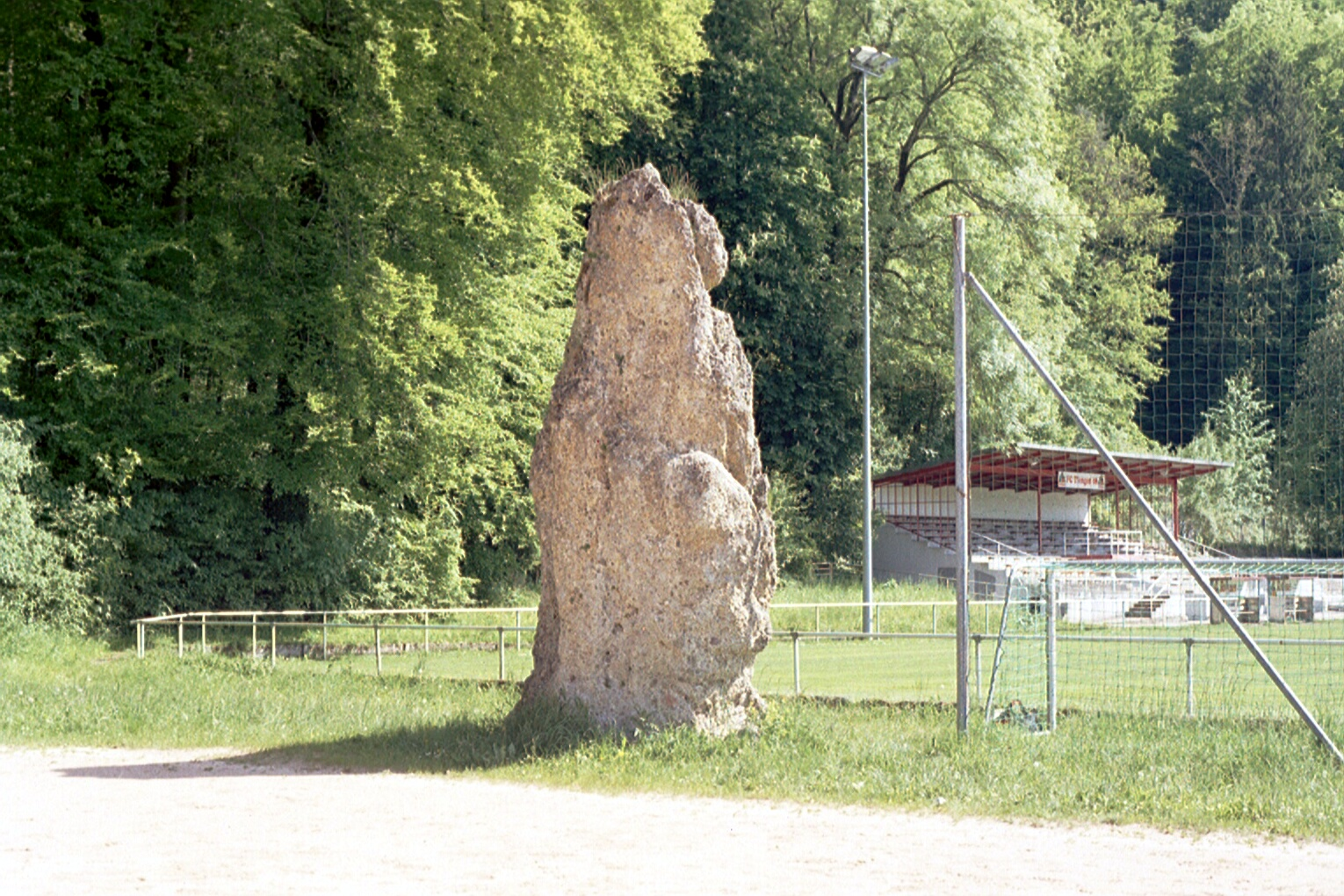
Langenstein 2005, mit altem Stadion

Brigitte Matt-Willmatt schreibt in der Chronik von Lauchringen:
„Nach der Landnahme durch die Alemannen kamen diese zu beratenden Versammlungen an bestimmten Plätzen zum ‚Ding‘ zusammen, und auch das freie kaiserliche Landgericht tagte an diesen altherkömmlichen Dingstätten, wovon als älteste der im Jahre 1020 zum ersten Mal urkundlich belegte Lange Stein bei Tiengen […] bekannt ist.“ Eine Quelle zur Urkunde gibt die Autorin nicht an.
Damit irrte die Autorin, denn nach anderer Lesart ist Tiengen (damals: „Tuoingen“) als Ort der Gauversammlung des Albgau bereits 855 erwähnt worden und dabei wäre der Stein „schon für das Jahr 855 beurkundet.“ Gersbach nennt dazu Quellen, ebenso für zwei spätere Sitzungen des Landgerichtes Klettgau 1379 und 1425.
In der Zeit des Nationalsozialismus wurde der Stein als Germanische Thing-Stätte mit ideologischer Bedeutung versehen.
Die Erinnerung an den Chindlistai beruht auf einer Sage. Der Stein gilt als Kulturdenkmal und steht unter Denkmalschutz.
Im Herbst 2019 wurden die Tribüne und die restlichen Anlagen des Sportplatzes abgebrochen. Das Gelände wurde renaturiert, es ist auch Überschwemmungsgebiet der Wutach. Der Menhir steht nun wieder frei in der Landschaft.
Ein weiterer markanter Stein im Landkreis Waldshut ist der Menhir von Degernau in der Nähe des als Großsteingrab bezeichneten Dolmen von Degernau. Inzwischen sind noch eine Reihe weiterer Megalithen am Hochrhein bekannt.